# Bob Krueger
Robert Charles Krueger, detto Bob (New Braunfels, 19 settembre 1935 – New Braunfels, 30 aprile 2022), è stato un politico e diplomatico statunitense, senatore per lo stato del Texas nel 1993, in precedenza membro della Camera dei Rappresentanti dal 1975 al 1979 e successivamente ambasciatore sotto l'amministrazione Clinton.

## Biografia
Nato a New Braunfels, Chapman studiò alla Southern Methodist University e all'Università Duke, per poi conseguire un dottorato di ricerca presso il Merton College a Oxford; in seguito lavorò come docente di letteratura e imprenditore.
Entrato in politica con il Partito Democratico, nel 1974 si candidò alla Camera dei Rappresentanti e risultò eletto. Nel 1976 ottenne dagli elettori un altro mandato, poi nel 1986 lasciò il seggio per candidarsi al Senato, venendo tuttavia sconfitto di misura dal repubblicano in carica John Tower. Successivamente Krueger collaborò con l'amministrazione Carter in veste di diplomatico.
Nel 1984, quando Tower annunciò il proprio pensionamento, Krueger si presentò nuovamente alle elezioni per il seggio senatoriale. Nelle primarie democratiche però venne sconfitto da Lloyd Doggett, che a sua volta perse le elezioni generali a favore di Phil Gramm.
Nel 1990 Krueger tornò a rivestire un incarico pubblico, venendo eletto all'interno della Railroad Commission of Texas.
Nel 1993, l'allora senatore Lloyd Bentsen lasciò il proprio seggio dopo essere stato nominato Segretario al tesoro dal Presidente Clinton. Secondo le leggi dello stato del Texas, il governatore aveva il compito di nominare un sostituto che avrebbe occupato il seggio fino a nuove elezioni; a tal fine, la governatrice Ann Richards scelse proprio Krueger, il quale annunciò che avrebbe preso parte anche alle imminenti elezioni.
In tali elezioni, svoltesi nel giugno dello stesso anno, Krueger affrontò come avversaria la repubblicana Kay Bailey Hutchison, che gli inflisse una sonora sconfitta. Bob Krueger dovette così abbandonare il seggio da senatore dopo appena cinque mesi di mandato.
Dopo aver lasciato il Congresso per la seconda volta, Kruger tornò a ricoprire ruoli diplomatici; il Presidente Clinton lo scelse infatti come ambasciatore per conto della sua amministrazione, dapprima in Burundi e poi in Botswana.
Negli anni successivi continuò a lavorare come docente universitario.